# Yima, Sanmenxia
Yima är en stad på häradsnivå som lyder under Sanmenxias stad på prefekturnivå i Henan-provinsen i centrala Kina. Den ligger omkring 160 kilometer väster om provinshuvudstaden Zhengzhou. 